# Maria Gonçalves Cajada
Maria Gonçalves Cajada, conhecida pela alcunha "Arde-lhe-o-rabo", foi uma mulher portuguesa que viveu na segunda metade do século XVI, perseguida pela Inquisição por feitiçaria. A historiadora Laura de Mello e Souza descreve-a como "a mais famosa feiticeira do Brasil quinhentista".
Residente de Aveiro, foi primeiro degredada do Reino para Pernambuco, onde foi publicamente penitenciada em frente à igreja matriz e, ao final da punição, novamente degredada. Levada à Bahia, sua fama como feiticeira se espalhou; Maria fazia feitiços para si e também para outras, por encomenda. Durante a Primeira Visitação do Santo Oficio à Bahia, Maria Cajada foi denunciada e levada à mesa do inquisidor Heitor Furtado de Mendonça, que a processou e condenou em 24 de janeiro de 1593. A sentença determinou que ela retornasse a Portugal, para que voltasse a viver com o marido. 

## Biografia
Maria Gonçalves Cajada nasceu em Estremoz, no distrito de Évora, filha de Pedro Gonçalves Cajado e de Margarida Pires. Ela era uma uma cristã-velha, branca, e, em seu processo, diz não saber quantos anos tinha de idade. Casou-se com um marinheiro chamado Gaspar Pinto, e veio a residir em Aveiro. Tudo o que se sabe sobre Maria Gonçalves é por meio do seu processo inquisitorial, cujos autos estão arquivados e disponíveis no Arquivo Nacional da Torre do Tombo. O processo se baseia principalmente nos relatos de testemunhas e também uma confissão, todas mulheres que trataram com Maria e depois a denunciaram.

### Degredos
Maria Gonçalves Cajada foi degredada para a capitania de Pernambuco por seis anos por atear "fogo em umas casas e por atirar com uma infusa ao juiz da terra". Lá, foi punida pelo vigário por feitiçaria, sendo obrigada a usar uma carocha, um tipo de mitra usada pelos condenados da inquisição, em frente à igreja matriz da cidade. Ao final da penitência, Maria foi novamente degredada, dessa vez para a capitania da Baía de Todos os Santos.
Isabel Monteiro, uma de suas denunciantes, diz ter viajado junto com ela na galé de Pernambuco para a Bahia, por volta de 1578-79, quando foi testemunha de um de seus encantamentos. Isabel relata que Maria desejava o mestre da galé, que primeiro a recusou por ser mulher casada e pela fama de feiticeira. Maria Cajada teria então falado umas "palavras de rosto" ao capitão, que então permitiu que ela dormisse em sua câmara.
Na Bahia, viveu por uns 10 ou 12 anos sem residência fixa, se hospedando na casa de conhecidos. Nesse período, ganhou a fama de “feiticeira diabólica”. Os autos dão vários exemplos dos tipos de magias que Maria era supostamente capaz de realizar. Com o poder do diabo e por dois cruzados ela conseguia arribar um navio que ia da Bahia para Portugal. Entre seus apetrechos mágicos, tinha um banquinho com os pés para cima, um candeeiro de cera e um caldeirão; possuía também uma mesinha mágica que, quem a tocasse, faria tudo que ela mandasse. Ela tinha um vidro com azeite gravado com o símbolo de Salomão, com o qual, pondo-o a boca, conseguia falar com demônios. Por cinco tostões, ela vendia cartas mágicas de amor: elas deveriam ser entregues a pessoa desejada, que, quando as tocasse, se apaixonaria pela pessoa.

### Processo inquisitorial
Durante a Primeira Visitação do Santo Ofício à cidade da Bahia, o Inquisidor Heitor Furtado de Mendonça anunciou um período de graça, no qual aqueles que confessassem pecados contra a fé católica estariam isentos de penas mais graves.
Maria Cajado foi denunciada por praticar feitiçarias diabólicas, por ter pacto com o Diabo e por praticar blasfêmias contra a igreja e o bispo. No ano seguinte, em 1592, o Visitador mandou trazê-la diante de si na mesa inquisitorial, tornando-a ré. Como Maria não estava de boa saúde, "e não haver perigo de fuga nem ausência", ela não foi presa. No entanto, o Visitador a proibiu de ausentar-se da cidade, até a conclusão do processo.

#### Testemunhas
A testemunha Isabel Antônia, em seu depoimento, diz ter hospedado Maria em sua casa. Afirmou à Inquisição que tornou-se sua inimiga mortal ao descobrir que era "feiticeira diabólica". A história Gilmara Cruz acredita que Isabel ficou com medo de ser também acusada pelas autoridades, cúmplice por tê-la hospedado e saber das práticas mágicas, e portanto acusou Maria preventivamente. Isabel era vizinha de Domingas Fernandes e sua filha Margarida Fernandes; ela relata conversar com Domingas sobre os poderes de Maria e sobre sua zombaria com o bispo. Domingas diz que andava com Maria para juntas pedirem esmola. Ela teria encomendando um feitiço de Maria, mas reclamava que, mesmo já tendo pagado, Maria não realizava o serviço mágico.
Influenciada pela sua fama, Catarina Fernandes buscou-a para que rogasse um feitiço em seus genros. Ela era casada com Francisco de Morais, escrivão e meirinho, e acreditava que o genro Gaspar Martins, um lavrador casado com sua filha Isabel da Fonseca, não daria à filha uma boa vida. Catarina pediu então feitiços para que Gaspar morresse ou o matassem, ou ainda que ele não "tornasse da guerra em Sergipe". Ela ainda encomendou um feitiço contra outro genro, Antônio Dias, casado com a filha Catarina de Souza, para que Antônio obedecesse tudo que a esposa mandasse. Certa vez, Catarina Fernandes buscou Maria Gonçalves para passar um recado de Domingas, que estava insatisfeita com a demora em um feitiço, e ouviu em resposta Maria Cajada revelar ter grande intimidade com diabos: “por muito que ela me dê, muito mais lhe mereço, porque eu ponho-me à meia noite no meu quintal com a cabeça ao ar com à porta aberta para o mar e enterro e desenterro umas botijas e estou nua da cinta para cima e com os cabelos e falo com os diabos e os chamo e estou com eles em muito perigo…“
Maria teria ensinado feitiços para Violante Carneiro, uma mulher de Salvador que, enviuvando muito jovem, engatou "amizades desonestas" com muitos homens. Três desses homens depois denunciaram-na a Inquisição, relatando que ela usava as palavras hoc est corpus meum, "este é o meu corpo", usada pelos padres na eucaristia, durante o ato sexual. Violante também testemunharia contra Maria, chamando-a de "feiticeira diabólica, vagabunda e ruim". Outra das testemunhas, Tareja Rodrigues, diz ter ficado com uma mesinha dela, provavelmente usada para magias. Gilmara Cruz sugere que ela poderia ser uma cúmplice de Maria Cajada, ou mesmo uma aprendiz.
Uma única testemunha, no entanto, afirmou que nunca havia visto a denunciada fazer nada de mal. Catarina Quaresma era filha de Guiomar Lopes e neta de Beatriz Lopes, em cuja casa Maria Gonçalves havia repousado. Ela disse em seu depoimento que não sabia porquê havia sido convocada, que sabia da fama de Maria por Salvador e pelo recôncavo, mas que não acreditava que ela havia feito um pacto com o demônio e que portanto não era uma feiticeira diabólica. Gilmara Cruz ressalta esse relato, ao notar que somente aquelas que testemunharam espontaneamente descreveram Maria como demoníaca.

#### Confissão da ré
Diante do Tribunal, Maria disse que mentia e enganava as pessoas de toda a Bahia para ganhar dinheiro e ter o que comer; assumiu entregar feitiços para "casar, matar o marido, ganhar jogos e coisas que pretendessem", mas que nunca fez mal a ninguém, pois os feitiços nada faziam. Os pós eram de fígados de galinha torrados, ou de ratos ou sapos mortos, e os ossos de enforcados eram "dentes de cavalos marinhos". Disse acreditar "no interior do seu coração" que essas coisas não eram erradas, que confiava na Santa Fé e negou ter falado com diabos. Por fim, ela se diz muito arrependida e pede perdão por seus pecados.
Maria contradiz-se em seu depoimento: primeiro diz não se lembrar de ter zombado do bispo, mas logo depois diz que somente o fez para demonstrar o seu poder para outras pessoas. Perguntada, não soube rezar todos os credos, o pai-nosso e a ave-maria, e disse também que fazia cinco anos que não se confessava; lhe ordenaram então que aprendesse a doutrina cristã.

#### Condenação
Em 23 de janeiro de 1593, Maria Gonçalves Cajada foi posta no cárcere do Santo Oficio para, no dia seguinte, ouvir sua sentença. Dado sua confissão, a falta de provas de efeitos dos feitiços e sua punição em Pernambuco, os juízes entenderam ela que ela "não carec[ia] de culpa grande". A Inquisição forçou-a ficar de pé, descalça, com uma vela na mão e uma mitra na cabeça, durante o tempo de leitura de sua sentença e a missa, como ato público de expiação. Como estava doente, foi isenta de açoites. Teve de cumprir penitências espirituais, pagar pelas custas do processo, jejuar por cinco sextas feiras a pão e água e, por fim, foi degredada de volta para Portugal, para que voltasse a viver com seu marido.
No primeiro fólio do processo, consta a inscrição: “Parece que tudo são embustes e enganos as culpas desta ré as quais constam de sua confissão extrajudicial sem as testemunhas haverem visto coisa alguma, por donde parece que o conhecimento desta causa pertence mais ao ordinário que à Inquisição". O comentário do Conselho Geral da Inquisição de Lisboa, sem assinatura, entende que Maria deveria ter sido julgada pela jurisdição episcopal e não pelo Santo Ofício.

## Legado e perspectiva histórica
A historiadora Laura de Mello e Souza compara o caso de Maria Cajada com a personagem feiticeira Genebra Pereira da farsa Auto das Fadas, de Gil Vicente. A personagem vicentina anda nua pelos adros, enquanto Maria Cajada igualmente diz vagar nua e descabelada pelos adros e matos, a procura de feitiços; quando regressava dessas andanças, "vinha 'moída' pelos diabos e pelos trabalhos que tivera". A semelhança entre as práticas mágicas de Maria descritas nos autos e as narradas na peça de teatro (especialmente em relação ao preparo de feitiços e a gestualidade da magia) indicam uma continuidade das tradições de origem portuguesa na colônia brasileira. A autora ressalta que a semelhança indicava também que as ações de Maria, no imaginário popular, seriam reconhecidas como bruxaria.
Laura destaca que prática mágica de Maria possuía elementos mais expressamente demoníacos; Arde-lhe-o-rabo dormia com os diabos e teria uma chaga no pé que, em certos dias da semana, os alimentava. Isso a afastaria do "estereótipo da feiticeira-alcoviteira mediterrânea", preocupada apenas com poções de amor, e identificaria com a "imagem sombria da feiticeira noturna"; Laura cita uma contemporânea de Maria, uma Ana Jácome que era suspeita de "ter chupado o sangue de um bebê, que apareceu morto e com o corpo coberto por manchas negras de dentadas." Ela também traça um paralelo entre o gabar-se de manter demônios em garrafas ou anéis e os espíritos familiares, típicos da feitiçaria inglesa.
A historiadora Gilmara Cruz de Araújo diz que o caso de Maria Gonçalves "ilustra um cenário conturbado na Bahia do século XVI, o cotidiano e o universo mágico feminino desse momento." Ela ressalta como a procura de um auxilio mágico se dava para resolver problemas do cotidiano dessas mulheres: "As práticas estavam quase sempre direcionadas a amansar maridos, fazer querer bem, conquista de amores, cura de doenças, ou destruir alguém que fazia mal (maridos ou inimigos)."
O portal G1, numa matéria especial intitulada Voz das Mulheres, comparou o caso de Maria Cajado com o linchamento de Fabiane Maria de Jesus, morta por um multidão após ser falsamente acusada de magia negra. A matéria ressalta que, historicamente, "acusações de bruxaria funcionam como punições para mulheres que não se enquadram nos padrões sociais".